# Poemenesperus obliquus
Poemenesperus obliquus es una especie de escarabajo longicornio del género Poemenesperus, tribu Tragocephalini, subfamilia Lamiinae. Fue descrita científicamente por Aurivillius en 1916.
Se distribuye por Camerún y Gabón. Mide aproximadamente 16-18 milímetros de longitud. El período de vuelo ocurre en el mes de septiembre.